# دنیس ریدر
دنیس لین ریدر (انگلیسی: Dennis Lynn Rader) قاتل زنجیره‌ای آمریکایی است که به BTK یا BTK Strangler معروف است (مخفف اختصاری که به دلیل «بستن، شکنجه کردن و کشتن به او داده شده‌است»). او در بین سال‌های ۱۹۷۴ تا ۱۹۹۱ ده نفر را در ویچیتا و پارک سیتی در ایالت کانزاس کشت و نامه‌های طعنه آمیزی را به پلیس و روزنامه‌ها ارسال کرد و جزئیات جنایات خود را توصیف کرد. پس از یک دهه وقفه، دوباره ارسال نامه‌ها را از سال ۲۰۰۴ از سر گرفت که منجر به دستگیری وی در سال ۲۰۰۵ شد. او دوران حبس ابد خود را در زندان الدورادو واقع در کانزاس در حال گذراندن است.

## زندگی
آدنیس لین ریدر در ۹ مارس ۱۹۴۵ پیتسبورگ متولد شد. او یکی از چهار پسر خانواده بود. برادران وی پل، بیل و جف هستند. اگرچه در پیتسبورگ متولد شد، اما در ویچیتا بزرگ شد. والدین او هر دو ساعتها کار می‌کردند و توجه کمی به فرزندانشان در خانه داشتند. دنیس ریدر بعداً توصیف می‌کند که والدینش به‌خصوص مادرش را او را نادیده می‌گرفتند و او از قضیه بسیار آزرده‌خاطر می‌شده‌است.
ریدر از دوران جوانی خیالات سادیستی جنسی در مورد شکنجه زنان «گرفتار و درمانده» داشت. وی همچنین با شکنجه، کشتن و به دار آویختن حیوانات کوچک، زوسادیسم (حیوان‌آزاری) از خود نشان می‌داد. ریدر فتیش‌های جنسی زیادی داشت. او با دزدی لباس‌های زیر زنانه از همسایگان و جاسوسی از زنان همسایه و خودارضایی با لباس‌های زیر زنانه وقت می‌گذراند. سال‌ها بعد و بعد از شروع قتل‌ها ریدر با پوشیدن لباس و ماسک زنانه از خود عکس می‌گرفت. او اعتراف کرد که هدفش از این کارها خیال پردازی جنسی و بازی کردن نقش زنان قربانی بود. او توانسته بود انحرافات جنسی خود را از جامعه مخفی نگه دارد و در جامعه وی را به عنوان فردی عادی و مؤدب و خوش‌اخلاق می‌شناختند.
ریدر پس از دبیرستان در دانشگاه کانزاس تحصیل کرد اما نمرات متوسطی دریافت کرد و پس از یک سال تحصیل را رها کرد. وی سال‌های ۱۹۶۶ تا ۱۹۷۰ را در نیروی هوایی ایالات متحده گذراند. پس از ترخیص، او به پارک سیتی نقل مکان کرد و در آنجا در بخش گوشت یک سوپرمارکت که مادرش در آنجا کتابفروش بود کار می‌کرد. ریدر در ۲۲ مه ۱۹۷۱ با پائولا دیتز ازدواج کرد و آنها صاحب دو فرزند به نام‌های کری و برایان شدند. وی در کالج ال دورادو تحصیل کرد و در سال ۱۹۷۳ موفق به دریافت مدرک کاردانی الکترونیک شد. سپس در دانشگاه ایالتی ویچیتا ثبت‌نام کرد و در سال ۱۹۷۹ با مدرک لیسانس فارغ‌التحصیل شد.
ریدر از سال ۱۹۷۴ تا ۱۹۸۸ در دفتر خدمات امنیتی ADT مستقر در ویچیتا کار می‌کرد، جایی که به عنوان بخشی از شغل خود دزدگیر نصب می‌کرد و در بسیاری از موارد به صاحبان خانه‌ها در مورد حمله افراد مهاجم و متجاوز هشدار می‌داد. در سال ۱۹۹۱ ریدر ترفیع پیدا کرد و مسئول بخش خود در پارک سیتی شد. جایی که همسایگان او را بسیار سخت‌گیر توصیف کردند که از قلدری و آزار دادن زنان مجرد لذت خاصی می‌برد.
رادر یکی از اعضای کلیسای مسیحی لوتری بود و به عنوان رئیس شورای کلیسا انتخاب شده بود. در تاریخ ۲۶ ژوئیه ۲۰۰۵ و پس از دستگیری ریدر، همسرش درخواست طلاق فوری داد و جدا شد.

## قتل‌ها
در ۱۵ ژانویه ۱۹۷۴، چهار نفر از اعضای خانواده اوترو در ویچیتا به قتل رسیدند. قربانیان جوزف اترو ۳۸ ساله، جولی اترو ۳۳ ساله جوزف جونیور اترو ۹ ساله و جوزفین اترو ۱۱ ساله بودند. اجساد آنها توسط فرزند ارشد خانواده که در کلاس دهم بود کشف شد. ریدر پس از دستگیری در سال ۲۰۰۵ به کشتن خانواده اوترو اعتراف کرد. ریدر نامه‌ای نوشت بود که در یک کتاب مهندسی در کتابخانه عمومی ویچیتا در اکتبر ۱۹۷۴ انباشته شده بود و در آن کتاب کشته شدن خانواده اوترو در ژانویه همان سال شرح داده شده بود.
در اوایل سال ۱۹۷۸، وی نامه دیگری را به ایستگاه تلویزیونی KAKE در ویچیتا فرستاد و مسئولیت قتل خانواده اوترو، کاترین برایت، شرلی ویان و نانسی فاکس را به عهده گرفت. او در نامه نام‌های زیادی را برای خود پیشنهاد کرد، از جمله BTK. وی در این نامه خواستار توجه رسانه‌ها شد و سرانجام اعلام شد که ویچیتا واقعاً یک قاتل زنجیره‌ای در خارج از زندان دارد.
او همچنین قصد کشتن دیگران مانند آنا ویلیامز ۶۳ ساله را داشت که در سال ۱۹۷۹ با بازگشت به خانه خیلی دیرتر از آنچه انتظار می رفت از مرگ نجات یافت. ریدر در طی اعترافات خود توضیح داد که به ویلیامز وسواس زیادی پیدا کرده بود و هنگامی که ویلیامز به خانه برنگشت نگران شد و خانه را ترک کرد.
جسد ماراین هج ۵۳ ساله در ۵ مه ۱۹۸۵ در ویچیتا پیدا شد. ریدر او را ۹ روز قبلتر کشته بود و جسد او را به کلیسایی که عضو شورای آن بود برده بود. در آنجا او از بدن او در موقعیت‌های مختلف عکس گرفت. او از قبل پلاستیک سیاه و سایر وسایل لازم برای قتل را در کلیسا آماده کرده بود و بعد از اتمام کار، جسد را در یک جوی دور افتاده انداخت. اون این طرح خود را "پروژه بیسکوییت" نامید.
در سال ۱۹۸۸ و پس از قتل ۳ نفر از اعضای خانواده فیگر نامه‌ای دریافت شد که شخصی ادعا کرده بود که همان BTK (لقب ریدر) است و ادعا کرده بود که قتل آن ۳ نفر کار او نبوده است اما کار قاتل را تحسین برانگیز خوانده بود. تا سال ۲۰۰۵ و پس از دستگیری ریدر ثابت نشد که فرستنده نامه او بوده است. پلیس نیز قتل آن ۳ نفر را به ریدر نسبت نمی‌دهد. در دهه ۸۰ و ۹۰ او دو زن را تعقیب میکرد که علیه او شکایت کردند. حتی یکی از آنها نقل مکان کرد.
جسد آخرین قربانی او یعنی دولورس دیویس در ۱ فوریه ۱۹۹۱ در پارک سیتی پیدا شد. ریدر او را ۱۱ روز قبل‌تر کشته بود.

## دستگیری
ریدر بعد از یک دهه تاخیر در سال ۲۰۰۴ شروع به نامه‌نگاری با رسانه‌های محلی کرد که این کار او منجر به دستگیری وی در فوریه ۲۰۰۵ شد. در مارس ۲۰۰۴ روزنامه "عقاب ویچیتا" نامه‌ای دریافت کرد. نویسنده نامه ادعا کرده بود که ویکی وگرل را در ۱۶ سپتامبر ۱۹۸۶ کشته است و عکس‌هایی از صحنه جنایت و کپی گواهینامه رانندگی مقتول را که در زمان قتل به سرقت رفته بود را ضمیمه کرده بود.
در ماه مه ۲۰۰۴ ایستگاه تلویزیونی KAKE در ویچیتا نامه‌ای با عناوین داستان BTK، شناسنامه‌های تقلبی و یک معمای کلمه‌ای دریافت کرد. در ۹ ژوئن ۲۰۰۴ بسته‌ای پیدا شد که علامت "ایست" روی آن چسبانده شده بود و دارای توصیفات تصویری از قتل خانواده اوترو و طرحی با عنوان "هیجان جنسی علامت من است" بود. در ژوئیه ۲۰۰۴ نامه‌ای به شکاف در کتابخانه عمومی انداخته شد که دارای مطالب عجیبی بود. نویسنده ادعا میکرد که مسئول مرگ جیک آلن ۱۹ ساله است که در همان ماه در آرگونیای کانزاس درگذشته بود. البته این ادعا نادرست بود چون مرگ او خودکشی تشخیص داده شد.
ریدر بعد از دستگیری مدعی شد که دوباره قصد کشتن کسی را داشت و حتی قربانی خود را انتخاب کرده بود و به تعقیب او می‌پرداخت تا او را در اکتبر ۲۰۰۴ به قتل برساند. در اکتبر ۲۰۰۴ پاکتی در صندوق پست گذاشته شد که حاوی تصاویری از کشتار و اسارت کودکان بود و شعری تهدیدآمیز برای سرلشکر کِن لندور و زندگینامه‌ای دروغین با جزئیات زیاد از ریدر بود. این جزئیات بعداً برای عموم منتشر شد.
در دسامبر ۲۰۰۴، پلیس ویچیتا بسته دیگری از ریدر دریافت کرد که در پارک مرداک ویچیتا پیدا شده بود. این بسته شامل گواهینامه رانندگی نانسی فاکس بود که در زمان قتل او به سرقت رفته بود. همچنین یک عروسک که به صورت نمادین دست و پایش بسته شده بود و کیسه پلاستیکی به دور سرش کشیده شده بود. در ژانویه ۲۰۰۵ ریدر جعبه‌ای روی یک وانت گذاشت اما آن جعبه توسط راننده دور ریخته شد. ریدر در نامه بعدی در مورد آن جعبه سوالاتی کرد که منجر به بازیابی آن جعبه از زباله‌ها شد. تصاویر دوربین مداربسته نشان داد که چهره‌ای ناواضح که یک ماشین جیپ سیاه رنگ را می‌راند بسته‌ای در وانت قرار داد. در ماه فوریه کارت پستال‌های بیشتری به KAKE ارسال شد. همچنین بسته دیگری در یک منطقه روستایی پیدا شد که حاوی عروسک دیگری بود که نمادی از کشتن جوزفین اوترو ۱۱ ساله بود.
ریدر در نامه‌های خود پرسیده بود که آیا قرار دادن اطلاعات بر روی فلاپی دیسک و فرستادن آنها راهی امن و غیر قابل ردیابی است؟ که پلیس در پاسخ در روزنامه "عقاب ویچیتا" نوشت که این راهی امن و غیرقابل ردیابی برای انتقال اطلاعات است. در ۱۶ فوریه ۲۰۰۵ ریدر یه فلاپی دیسک بنفش ۱.۴۴ مگابایتی را به KSAS-TV در ویچیتا فرستاد. همچنین یک نامه و یک گردنبند طلایی رنگ و یک فتوکپی از جلد کتابی در مورد یک قاتل زنجیره‌ای ضمیمه آن شده بود.
پلیس با ریکاوری فلاپی دیسک به اسنادی دست یافت که در مورد کلیسای مسیحی لوتری بود و با نوشته "آخرین ویرایش توسط دنیس" امضا شده بود. با جستجوی اینترنتی مشخص شد که دنیس ریدر رییس شورای کلیسا است. هنگامی که ماموران به در خانه ریدر رسیدند با جیپی سیاه رنگ همانند همان جیپی که در تصاویر دوربین مداربسته دیده بودند روبرو شدند که در بیرون از خانه پارک شده بود. این‌ها مدارکی محکم علیه ریدر بودند اما برای بازداشت او به مدارک محکم‌تری نیاز بود.
پلیس مدارک آزمایش پاپ اسمیر دختر دنیس ریدر را از یک کلینیک یافته و به وسیله آزمایش DNA با شواهد پیدا شده از محل‌های وقوع جنایت تطبیق دادند که نشان می‌داد دختر ریدر با قاتل نسبت فامیلی نزدیکی دارد، که این شواهد باعث دستگیری دنیس ریدر شدند.
ریدر در ۲۵ فوریه ۲۰۰۵ هنگام رانندگی در نزدیکی خانه خود در پارک سیتی دستگیر شد. با جستجوی خانه و اتومبیل او، تجهیزات رایانه‌ای و یک جفت جوراب شلواری توقیف شد. کلیسایی که وی در آن حضور داشت، دفتر کار او در پارک سیتی و شعبه اصلی کتابخانه پارک سیتی نیز جستجو شدند. صبح روز بعد رییس پلیس ویچیتا در یک کنفرانس خبری اعلام کرد که قاتل معروف به BTK دستگیر شده است.

## ارزیابی روانشناختی
رابرت مندوزا روان‌شناس اهل ماساچوست، ، توسط وکلای مدافع ریدر برای انجام ارزیابی روان‌شناختی و بررسی امکان دفاع بر مبنای جنون استخدام شد. رابرت مندوزا بعد از اعتراف به گناهکار بودن از سوی ریدر، در تاریخ 27 ژوئن 2005 یک مصاحبه با او انجام داد. مندوزا ریدر را مبتلا به اختلالات شخصیت از جمله خودشیفتگی، وسواسی-جبری و ضد اجتماعی تشخیص داد: او مشاهده کرد ریدر حس بزرگ‌منشی دارد، خود را «خاص» می‌داند و معتقد است سزاوار رفتار ویژه است؛ نیاز بیمارگونه به توجه و تحسین دارد؛ به نظم و ساختار خشک و سفت‌وسخت اهمیت می‌دهد؛ و کاملاً فاقد احساس همدردی و همدلی است.
نوار ویدیویی مصاحبه مندوزا در برنامه Dateline شبکه NBC پخش شد. NBC ادعا کرد ریدر می‌دانست ممکن است مصاحبه پخش شود، اما بنا به گفته دفتر کلانتر شهرستان سدگویک این ادعا نادرست بود. ریدر در بیانیه خود هنگام صدور حکم به این مصاحبه اشاره کرد. در ۲۵ اکتبر ۲۰۰۵، دادستان کل کانزاس دادخواستی علیه مندوزا و تالی واترز، شرکای شرکت Cambridge Forensic Consultants LLC، به اتهام نقض قرارداد مطرح کرد و مدعی شد آن‌ها قصد داشتند از اطلاعات به‌دست‌آمده از پرونده ریدر سود مالی ببرند. در ۱۰ مه ۲۰۰۷، مندوزا بدون پذیرش تخلف، پرونده را با پرداخت ۳۰ هزار دلار حل‌وفصل کرد.

## قربانیان
| نام                       | جنسیت | سن | تاریخ مرگ       | محل فوت   | علت مرگ           | سلاح استفاده شده       |
| ------------------------- | ----- | -- | --------------- | --------- | ----------------- | ---------------------- |
| جوزف اوترو                | مرد   | ۳۹ | ۱۵ ژانویه ۱۹۷۴  | ویچیتا    | خفگی              | کیسه پلاستیکی          |
| جولیا ماریا اوترو         | زن    | ۳۳ | ۱۵ ژانویه ۱۹۷۴  | ویچیتا    | خفه شده           | طناب                   |
| جوزف اوترو جونیور         | مرد   | ۹  | ۱۵ ژانویه ۱۹۷۴  | ویچیتا    | خفگی              | کیسه پلاستیکی          |
| جوزفین اوترو              | زن    | ۱۱ | ۱۵ ژانویه ۱۹۷۴  | ویچیتا    | دار زده شدن       | طناب                   |
| کاترین دورین برایت        | زن    | ۲۱ | ۴ آوریل ۱۹۷۴    | ویچیتا    | ۳ زخم چاقو در شکم | چاقو                   |
| شرلی راث ویان رلفورد      | زن    | ۲۴ | ۱۷ مارس ۱۹۷۷    | ویچیتا    | خفه شده           | طناب                   |
| نانسی جو فاکس             | زن    | ۲۵ | ۸ دسامبر ۱۹۷۷   | ویچیتا    | خفه شده           | کمربند                 |
| ماراین والاس هج           | زن    | ۵۳ | ۲۷ آوریل ۱۹۸۵   | پارک سیتی | خفه شده           | دست ها                 |
| ویکی لین وگرل             | زن    | ۲۸ | ۱۶ سپتامبر ۱۹۸۶ | ویچیتا    | خفه شده           | چوراب ساق بلند نایلونی |
| دولورس ارلین جانسون دیویس | زن    | ۶۲ | ۱۹ ژانویه ۱۹۹۱  | ویچیتا    | خفه شده           | جوراب شلواری           |

## در رسانه‌ها
قسمت ۱۵ از فصل اول سریال ذهن‌های جنایتکار بر اساس دنیس ریدر می‌باشد.
کارکتری از ریدر به‌صورت پراکنده در فصلهای ۱ و ۲ سریال شکارچی ذهن حضور دارد.